# Prix Versailles
A Prix Versailles építészeti jutalmak együttese, mely évenként kerül kiosztásra. Olyan, mint az építészeti és dizájn világdíj, a média rendszerint úgy számol be róla, mint egy alkotásért járó legmagasabb elismerés.

## Történet
A díjat a 2015. évi párizsi UNESCO központban történt létrehozása óta adják át, és különböző építészeti formák elismerésére szolgál.

### A kultúra és a gazdaság szövetsége
A díj először kereskedelmi építményeket érintett, azzal a világos céllal, hogy a gazdasági és kulturális területek közti jobb összetételt támogassa. Irina Bokova, az UNESCO főigazgatója, így nyilatkozott 2015. június 19-én: „A Prix Versailles egy mód arra, hogy kimutassa az alkotás, a művészet és a gazdaság 
találkozását”.

### Kibővítés
Az üzletek, hotelek és éttermek után, a díj 2017-ben megnyílt a plázák, majd 2019-ben a campusok, állomások és megállók, valamint a sport kategóriák előtt. 2020-ban kibővült a repülőterek kategóriájával.
Földrajzilag, a díj 2015-ben francia alkotásokat ismert el (négy díj és minősítés), nemzetközivé  2016-ban vált (kilenc díj és minősítés). A 2017-es rendezvényeket kontinentális összejövetelek alkották, nevezetesen 2018-ban kontinentális ünnepségekre került sor.

## Cél és működés

### Értékek
A Prix Versailles hangsúlyozza azt „a szerepet, amelyet a gazdasági szereplők játszhatnak minden szektorban, az életkörülmények megszépítésében és javításában”. Elő akarja mozdítani „a minőségi terek fejlődését minden lakott zónában”.
Ambíciója, hogy „a napi építészet a fenntartható fejlődés élesztője legyen, amely magába foglal valamennyi összetevőt (ökológia – zöld gazdaság -, szociális, kulturális – mályva gazdaság)”.
2019-ben a díj mottóként fogadta el: „Inspirálni, Fejlődni, Belefoglalni”.
A díj szolgál alapul a 2020. június 7-i nemzetközi felhíváshoz („A gazdaság kulturális reneszánszáért”), egyidejűleg jelentette meg a Corriere della Sera, az El País, és a Le Monde.

### Lefolyás
2017 óta az áruházak, plázák, hotelek, éttermek kategóriákat kontinentális címekkel koronázzák meg valamennyi nagy régióban: Afrika és Nyugat-Ázsia; Közép-és Dél Amerika, Karib-tenger; Észak-Amerika; Közép- és Északkelet-Ázsia; Dél-Ázsia és Óceánia; Európa.
Ezek az odaítélések széleskörű pályázati felhíváson és a média szisztematikus elemzésén nyugszanak.
2019-ben a kontinentális rendezvényeket kibővítették a világi kiválasztottakkal a campusok, az állomások és megállók, valamint a sport kategóriákban.
A kontinentális címek vagy világi kiválasztottak alapján egy független zsűri választja ki a világi  címeket valamennyi kategóriában. A világi eredményeket, kategóriák szerint, különböző időpontokban hirdethetik ki.
A bírálók által használt kritériumok közt szerepel „az innováció, a kreativitás, a helyi természeti és kulturális örökségre adott válasz, az ökológiai teljesítmény, valamint a vendégszeretet és részvétel értékei, melyekhez az Egyesült Nemzetek kapcsolódnak”.

## Lásd még
- Építészet
- Étterem
- Fenntartható fejlődés
- Formatervezés
- Mályva gazdaság
- Pláza
- Repülőtér
- Turizmus
- UNESCO
- Union Internationale des Architectes
- Várostervezés

## Fordítás
Ez a szócikk részben vagy egészben  a   Prix Versailles című olasz Wikipédia-szócikk ezen változatának fordításán alapul.  Az eredeti cikk szerkesztőit annak laptörténete sorolja fel. Ez a jelzés csupán a megfogalmazás eredetét és a szerzői jogokat jelzi, nem szolgál a cikkben szereplő információk forrásmegjelöléseként.